# Instituto de Aposentadorias e Pensões dos Estivadores e Transportes de Cargas
IAPTEC é um acrônimo para Instituto de Aposentadorias e Pensões dos Estivadores e Transportes de Cargas. O IAPTEC foi criado durante o Estado Novo e, após 1945, expandiu suas áreas de atuação, passando principalmente a financiar projetos de habitação popular nas grandes cidades.
Atualmente, IAPTEC tornou-se, por extensão, o nome de importantes bairros de classe média de várias cidades brasileiras, como Guarulhos.